# Jin Kobayashi
小林 尽
Œuvres principales
Première œuvre : School Rumble
Autres ouvrages :
- Natsu no Arashi!
- Ichiro Heian!
- Koiuta
- Kaettekita Hentai Kamen

Jin Kobayashi (小林 尽, Kobayashi Jin) est un mangaka né le 25 mai 1977 à Chiba. Son premier manga, School Rumble, avec lequel il est devenu célèbre, était prépublié entre 2003 et 2008 dans le Weekly Shōnen Magazine. Il a reçu le « Prix Shōnen Magazine du meilleur mangaka débutant » en 2000. Il travaille actuellement sur son deuxième manga, Natsu no Arashi!, qui a commencé sa prépublication dans le magazine Monthly Gangan Wing de Square Enix en 2006.
En 2005, il a déclaré qu'il ne réalisait toujours pas être considéré comme un mangaka à part entière.
Il a de plus déclaré s'être inspiré à 30 % de lui-même pour créer le personnage de Kenji Harima, le reste étant inspiré de ses amis, et été étonné du succès de ce personnage auprès des fans.

## Œuvres
- School Rumble
- School Rumble Z
- Natsu no Arashi!
- Ichiro Heian!
- Koiuta (scénariste)
- Kaettekita Hentai Kamen